# Мата (Балтачевский район)
Мата (баш. Маты) — деревня в Балтачевском районе Республики Башкортостан Российской Федерации. Входит в состав Штандинского сельсовета.

## География

### Географическое положение
Расстояние до:
- районного центра (Старобалтачёво): 23 км,
- центра сельсовета (Штанды): 4 км,
- ближайшей ж/д станции (Куеда): 86 км.

## Население
| 2002 | 2009 | 2010 |
| ---- | ---- | ---- |
| 475  | ↗497 | ↘407 |

Согласно переписи 2002 года, преобладающая национальность — башкиры (98 %).